# Ledeno doba 4: Zemlja se trese
Ledeno doba 4: Zemlja se trese (eng. Ice Age: Continental Drift) jest računalno-animirani film iz 2012. godine animacijskoga studija Blue Sky Studios. Redatelj filma je Steve Martino i Michael Thurmeier, a glasove u originalnoj verziji posudili su između ostalih i Ray Romano, John Leguizamo, Denis Leary, Nicki Minaj, Drake, Jennifer Lopez i Queen Latifah. Producenti su Lori Forte i John C. Donkin, a film je distribuirao 20th Century Fox. Scenarij potpisuju Michael Berg i Jason Fuchs.

## Glavne uloge
- Ray Romano – Manny
- John Leguizamo – Sid
- Denis Leary – Diego
- Seann William Scott – Crash
- Josh Peck – Eddie
- Peter Dinklage – Captain Gutt
- Wanda Sykes – Granny
- Jennifer Lopez – Shira
- Queen Latifah – Ellie
- Josh Gad – Louis
- Keke Palmer – Peaches
- Nick Frost – Flynn
- Aziz Ansari – Squint
- Drake – Ethan
- Nicki Minaj – Steffie
- Ben Gleib – Marshall
- Alan Tudyk  – Milton i Hunky Siren
- Ester Dean – Sloth i Ape Sirens
- Kunal Nayyar – Gupta
- Rebel Wilson – Raz
- Eddie "Piolín" Sotelo – Uncle Fungus
- Joy Behar – Eunice
- Alain Chabat – Silas
- Heather Morris – Katie
- Chris Wedge – Scrat
- Karen Disher – Scratte
- Patrick Stewart – Ariscratle

## Vanjske poveznice
- Ledeno doba 4: Zemlja se trese u internetskoj bazi filmova IMDb-a (engl.)
- Ledeno doba 4: Zemlja se trese na Rotten Tomatoes (engl.)